# У войны не женское лицо
«У войны́ не же́нское лицо́» — документально-очерковая книга белорусской писательницы, лауреата Нобелевской премии по литературе 2015 года Светланы Алексиевич. В этой книге собраны рассказы женщин, участвовавших в Великой Отечественной войне. Название книги — начальные строки из романа белорусского писателя Алеся Адамовича «Война под крышами» (1960). Составляет первую часть художественно-документального цикла «Голоса утопии».
В 1997 году Егор Летов записал одноимённую песню, вышедшую в альбоме "Невыносимая лёгкость бытия".

## История публикации
Книга написана в 1983 году, впервые опубликована в журнале «Октябрь» в начале 1984 года (в журнальном варианте), ещё несколько глав вышли в том же году в журнале «Нёман». Часть воспоминаний была вычеркнута цензорами (обвинявшими автора в пацифизме, натурализме и развенчании героического образа советской женщины) или самим автором; в более поздних изданиях многие из этих пропусков восстановлены. В 1985 году книга вышла отдельным изданием сразу в нескольких издательствах, в первом минском издании была озаглавлена «У войны — не женское лицо…».
Общий тираж к концу 1980-х достиг 2 млн экземпляров.
Переведена на многие языки мира.

## Премии
За книгу «У войны не женское лицо» автор удостоена ряда премий:
- Литературная премия имени Николая Островского Союза писателей СССР (1984)[6]
- Премия журнала «Октябрь» (1984)[6]
- Литературная премия имени Константина Федина Союза писателей СССР (1985)[6]
- Премия Ленинского комсомола (1986)[6]
- Премия Центральноевропейской литературной премии Ангелус (2011)[7]
- Премия имени Рышарда Капущинского (2011)[8]

## Цикл фильмов «У войны не женское лицо»
Изданию книги предшествовало создание серии семи документальных телефильмов под общим названием «У войны не женское лицо», снятых по сценарию Светланы Алексиевич режиссёром Виктором Дашуком в 1981—1984 годах на студии «Летопись» «Беларусьфильма». В. Н. Дашук за циклы документальных фильмов «Я из огненной деревни» и «У войны не женское лицо» получил Государственную премию СССР 1985 года. Цикл отмечен также «Серебряным голубем» на международном кинофестивале в Лейпциге.
Чёрно-белые телевизионные фильмы перемежают документальные съёмки Великой Отечественной войны с речью участвовавших в войне героинь фильма. Белорусский писатель и фронтовик Василь Быков приводит работу Светланы Алексиевич и Виктора Дашука как пример подхода к военной теме со стороны поколения, не участвовавшего в войне: «честно, правдиво, без недомолвок и отсебятины, с уважением к делу и слову людей, для которых прошлая война была их трудной жизнью и навсегда стала судьбой».

## Театральные постановки
По мотивам книги было поставлено множество спектаклей, в том числе — по написанной Светланой Алексиевич пьесе:
- «У войны не женское лицо» — Омский государственный академический театр драмы, 1985. Режиссёр Геннадий Тростянецкий[12]. Спектакль в 1985 году получил Государственную премию РСФСР имени К. С. Станиславского. В 1988 году была выпущена телевизионная версия спектакля.[13]
- «У войны не женское лицо» — Театр на Таганке, 1985. Режиссёр Анатолий Эфрос[12], композитор Булат Окуджава, сценография Дмитрий Крымов. Спектакль по пьесе С. Алексиевич, которая также участвовала в подготовке спектакля.[11] В 1988 году была выпущена телевизионная версия спектакля (режиссёры Анатолий Эфрос, Борис Глаголин.[13]
- «У войны не женское лицо» — Волгоградский молодёжный театр, 2008. Режиссёр Алексей Серов[14].
- «Случайный вальс» (пьеса Александра Ремеза по книге С. Алексиевич), режиссёр Евгений Радкевич, Московский театр эстрады[15].
- «Wojna nie ma w sobie nic z kobiety» — Театр имени Стефана Ярача в Ольштыне, 2010, режиссёр Кшыштоф Попёлек.[16]
- «Подруги» — Санкт-Петербургский государственный молодёжный театр на Фонтанке, 2012, режиссёр Марина Ордина.[17]
- «Победители» — Томский театр юного зрителя, 2015. Режиссёр Дмитрий Егоров[18]
- «Пока звучат их голоса» — Нижнетагильский театр кукол, 2015. Режиссёр Никита Шмитько
- «У войны не женское лицо» — Новосибирский городской драматический театр, 2016. Режиссёр Дарья Супрунова[19].

## Манга
27 апреля 2019 года художник Кэйто Коумэ выложил в открытый доступ на сайт Comic Walker первую главу манга-адаптации романа. В 2020 издательство Kadokawa издало два тома манги в бумажном и электронном виде.